# Laricobius osakensis
Laricobius osakensis is een keversoort uit de familie tandhalskevers (Derodontidae). De wetenschappelijke naam van de soort is voor het eerst geldig gepubliceerd in 2011 door Montgomery & Shiyake.
De soort komt voor in Japan.